# The Searchers (banda)
The Searchers foi um grupo de rock inglês formado em Liverpool em 1959. Parte da cena Merseybeat, eles floresceram durante a Invasão Britânica dos anos 1960, com hits como "Sweets for My Sweet", "Love Potion No. 9", "Sugar and Spice", "Needles and Pins", "Don't Throw Your Love Away", "When You Walk in the Room", "What Have They Done to the Rain" e "Goodbye My Love".

Junto com os Swinging Blue Jeans, o The Searchers empatou como o segundo grupo de Liverpool, depois dos Beatles, a ter um sucesso nos EUA, quando suas músicas "Needles and Pins" e "Hippy Hippy Shake" dos Swinging Blue Jeans alcançaram o Hot 100 em 7 de março de 1964. Em junho de 2025, o The Searchers tocou no Glastonbury Festival pela primeira vez, no que foi considerado o "último show da banda" após 68 anos de apresentações.